# Mario Perniola
Mario Perniola   (Asti, 20 de maig de 1941 - Roma, 9 de gener de 2018) fou professor catedràtic d'Estètica a la Universitat de Roma II (Tor Vergata). Nascut el 20 de maig de 1941 a Asti (Itàlia), se'l considerava com una de les figures més rellevants de la filosofia italiana del segle xx. Són especialment destacables les seves anàlisis de teoria de l'art, així com sobre l'art i l'estètica contemporànies. La seva obra es vincula amb l'avantguarda, la Internacional Situacionista, la postmodernidad, el posthumanisme i la teoria crítica.

## Biografia
La seva formació filosòfica comença com a alumne de Luigi Pareyson a la Universitat de Torí, de la qual es va graduar el 1965. Allí coneix també a altres importants deixebles d'aquest filòsof, però alguna cosa majors que ell, com Gianni Vattimo, Umberto Ressò i Sergio Givone. Entre 1967 i 1969 va estar lligat a la Internacional Situacionista de Guy Debord, amb qui mantindria una fructífera relació durant anys. De 1976 a 1983 exerceix com a catedràtic d'Estètica a la Universitat de Salern, d'on es traslladarà a la Università degli studi di Tor Vergata, on és docent fins a la seva jubilació. Ha estat professor visitant en diverses universitats estrangeres de França (École des Hautes Études en Sciences Socials), Dinamarca, Brasil (Universitat de São Paulo), Canadà (Universitat d'Alberta), Japó (Universitat de Kyoto), Austràlia (Universitat de Sydney i Universitat de Melbourne), Singapur (Universitat Nacional de Singapur) i EUA (Universitat Stanford).
Les seves obres han estat traduïdes a nombroses llengües, incloses algunes del Llunyà Orient. Va ser el creador i director de Agaragar (1971-1973), revista lligada a les avantguardes artístiques, sobretot al ja citat situacionismo de Guy Debord. També ha dirigit altres publicacions periòdiques com Clinamen (1988-1992) o Estetica news (1988-1995). Actualment, i amb la intenció de propiciar que la disciplina Estètica s'obri als Estudis Culturals, dirigeix la revista Agalma. Rivista di studi culturali e di estetica, creada per ell mateix l'any 2000 i publicada bianualment. L'amplitud, enginy i pluridisciplinariedad de les seves aportacions ha convertit a Perniola en un filòsof amb la reputació d'explicar-se entre les figures més interessants de l'escena internacional contemporénea. El seu llibre Miracoli i traumi della comunicazione (2009) (Milagros i traumes de la comunicació) va obtenir diversos premis, com el prestigiós Premi De Sanctis.

## Pensament
El seu pensament es desenvolupa en quatre línies de recerca, en les quals Perniola fa que conflueixin moltes de les experiències filosòfiques i artístiques, radicals i alternatives pel que fa a la tradició del pensament occidental. Podem resumir-les de la següent manera:
1) L'atenció acurada al cos, comprès com alguna cosa en la qual cosa el sentir aconsegueix estats excessius i extrems, dins dels quals han de reconsiderar-se les pràctiques sexuals no convencionals (com aquelles que es consideren pervertides).
2) La ritualitat privada dels seus mites, reconduïda doncs al seu sentit estratègic, investigada sobretot en connexió amb els costums religiosos de l'Antiga Roma i del catolicisme.
3) L'aprofundiment en la noció de "diferència", com a superació de la dialèctica dels oposats, i l'acostament al concepte de "enigma", com a acte de suspensió i posada en crisi de la noció de conciliació. Els seus referents principals en aquest sentit són Friedrich Nietzsche, Martin Heidegger, Pierre Klossowski i Georges Bataille.
4) L'observació i reflexió sobre les condicions històriques, socials i antropològiques en què les experiències artístiques es formen i en què les estètiques es constitueixen. La seva aproximació als Estudis Culturals (Cultural Studies) i la crítica a la societat de la comunicació contemporània representen dos moments importants en aquesta última adreça, que es concreta així mateix amb la publicació de la ja citada Ágalma. Rivista di studi culturali i di estetica.
Val la pena ressaltar, d'altra banda, que Perniola ha prestat una atenció exquisida durant la seva trajectòria intel·lectual a l'espanyol Baltasar Gracián, de qui afirma en el seu pròleg a l'edició espanyola de De el sentir que és el "pensador que m'ha guiat des de jove pel laberint del món". També l'obra de Xabier Zubiri i José Bergamín han aportat sucosos elements al seu pensament.

### Filosofia de la literatura
El període inicial de la carrera de Perniola se centra en la filosofia de la novel·la i en la teoria de la literatura. En el seu primer treball, "Il metaromanzo" ("La metanovela", 1966), el qual és la seva tesi de doctorat, Perniola defensa que la novel·la moderna des d'Henry James fins a Samuel Beckett posseeix un caràcter autoreferencial. D'altra banda, afirma que la novel·la no només tracta de si mateixa, doncs el propòsit de Perniola és demostrar la dignitat filosòfica de tals obres literàries, tractant de recuperar-les com a expressions culturals serioses. El Premi Nobel de Literatura Eugenio Montale va elogiar a Perniola per la seva original reflexió crítica sobre les obres literàries.

### Contracultura
Perniola, no obstant això, no posseeix únicament una filiació acadèmica sinó també una altra antiacadémica. Aquesta última es veu exemplificada per la seva atenció a expressions culturals alternatives i de caràcter transgressor. La seva primera obra d'índole antiacadémica és "L'alienazione artistica" ("L'alienació artística", 1971), la qual es dibuixa seguint la inspiració del pensament marxista llavors en voga. Perniola defensa que l'alienació no és una derrota de l'art, sinó, a l'inrevés, la pròpia condició per la qual la existència de l'art es constitueix com una categoria distintiva de l'activitat humana. En el seu segon llibre, "I situazionisti" (1972) va materialitzar el seu interès per les avantguardes i pel treball de Guy Debord. Perniola explora els principals aspectes del situacionisme i del postsituacionisme, l'arc temporal del qual va des de 1957 a 1971, i en el qual es va trobar personalment implicat entre 1966 i 1969. Destaca també aquí els diversos aspectes conflictius que van caracteritzar als membres del moviment. La revista Agaragar (publicada entre 1971 i 1972) continuarà aquesta crítica postsituacionista de la societat burgesa i capitalista. Perniola publicaria també en aquells dies un llibre sobre el pensador francès George Bataille ("George Bataille i il negatiu", Milà: Feltrinelli 1977; "George Bataille i el negatiu"). Aquí, "el negatiu" es concep com a motor de la història.

### Postestructuralisme
En els anys 80 Perniola ofereix algunes de les seves més notables contribucions a la filosofia continental. En "Dopo Heidegger. Filosofia i organizzazione della cultura" ("Després de Heidegger. Filosofia i organització de la cultura", 1982), partint de Martin Heidegger i Antonio Gramsci, Perniola aporta una teoria de l'organització social. En ella, sosté la possibilitat d'establir noves relacions entre la cultura i la societat a Occident. A mesura que les antigues relacions entre metafísica i Església, dialèctica i Estat, ciència i món professional han anat sent desconstruïdes, la filosofia i la cultura s'obren camí per a una superació del nihilisme i del populisme que caracteritzen la societat dels nostres temps. "Ritual thinking. Sexuality, Death, World" ("Pensant el ritual. Sexualitat, Mort, Món", São Paulo, Studio Nobel, 2000) és un volum en llengua anglesa compost per dues seccions d'obres publicades a Itàlia durant els anys 80, "La società dei simulacri" ("La societat dels simulacres", 1980) i "Transiti. Come si va dallo stesso allo stesso" ("Trànsits. Com es va del mateix al mateix", 1985).
La teoria dels simulacres de Perniola explora la lògica de la seducció perseguida també per Jean Baudrillard. Malgrat ser buida, la lògica de la seducció està, no obstant això, arrelada en un context històric concret. No obstant això, la simulació proveeix d'imatges que es valoren com a tals, prescindint d'allò al que realment es refereixen o representen. "Les imatges són simulacres per a allò que les sedueix, i així, a partir del seu vacuitat, produeixen un efecte". Perniola il·lustra el paper de tals imatges en una àmplia varietat de contextos socials, estètics i culturals. La noció de trànsit sembla més que adequada per captar els aspectes culturals de la tecnologia, que transformen la societat contemporània. Trànsit -és a dir, anar del mateix al mateix- evita caure en l'oposició dialèctica "que acabaria per precipitar el pensament en la mistificació metafísica".

### Posthumanisme
En els anys 90 Perniola afegeix altres territoris a la seva recerca filosòfica. En "Del sentire" ("Del sentir", 1991; València, Pre-textos, 2008), Perniola explora altres maneres de sentir que gens tenen a veure amb els característics de l'estètica moderna des del segle xvii fins al segle xx. Perniola defensa que la sensología preval des de l'inici dels anys 60. Tal manera de sentir requereix un univers emocional impersonal, caracteritzat per una experiència anònima, en la qual tot apareix com ja sentit. Per Perniola, aquest tipus de sentir no es vol reconduir a l'individualisme o al narcisisme, sinó a un "especularisme que reflecteixi experiences ja prefigurades".
L'única alternativa és llavors tornar al món clàssic, en particular a la Grècia Antiga. En l'obra "Il sex-appeal dell'inorganico" ("El sex-appeal del inórganico", 1994; Trama, Madrid, 1998), Perniola uneix sexualitat i filosofia. La sensibilitat contemporània va transformar les relacions entre les coses i els humans. La sexualitat s'estén més enllà de l'acte i del cos. El tipus de sexualitat orgànica és substituït per un neutral, inorgànic i artificial, indiferent a la bellesa, a l'edat i a la forma. El llibre de Perniola investiga el paper del eros, del desig i de la sexualitat en l'experiència actual de l'estètica i en l'impacte causat per la tecnologia. El seu encadenament d'idees obre noves perspectives sobre la realitat contemporània. L'aspecte més sorprenent en Perniola és la capacitat de combinar una rigorosa interpretació de la tradició filosòfica amb una meditació sobre el "sexy".
És capaç així d'explorar temes tan poc comuns com les relacions sexuals sense orgasme, sense clímax algun o alliberament de tensions. Reflexiona sobre orificis i òrgans, i sobre formes d'abandó del "jo" que van en contra del model de reciprocitat mútua. No obstant això, partint de la tradició kantiana, Perniola argumenta també que els esposos són coses, ja que "en el matrimoni cadascun lliura la totalitat de la seva persona a un altre per adquirir ple dret sobre la totalitat de la persona de l'altre".
En "L'art i la sua ombra" ("L'art i la seva ombra", 2000; Madrid, Càtedra, 2002), Perniola proposa una interpretació alternativa de l'ombra, que té una llarga història en la tradició filosòfica. En l'anàlisi de l'art i del cinema contemporanis, Perniola desvetlla com l'art contínua existint a l'interior mateix d'un món de comunicació de masses i de reproducció massiva. Defensa que el significat de l'art es troba en l'ombra que projecta i que escapa a les institucions artístiques, a la comunicació de masses, al mercat, a els mitjans de comunicació.

### Estètica
El treball de Perniola també atén de manera privilegiada a la història de l'Estètica i de la teoria estètica. El 1990 publica "Enigmi. Il moment egizio nela società i nell'art". ("Enigmes. Egipci, barroc i neobarroc en la societat i en l'art art", 1990; Murcia, Cendeac, 2006), en el qual analitza altres formes de sensibilitat que apareixen entre els humans i les coses. Perniola considera que la nostra societat viu un "moment egipci", marcat per un procés de reïficació. Una vegada que els productes d'alta tecnologia assumeixen cada vegada més propietats orgàniques, la humanitat es converteix en una cosa, en el sentit que es veu a si mateixa deliberadament com un objecte. El volum "L'estetica del Novecento" ("L'estètica del segle. XX", Madrid, Visor, 2001) ofereix una original anàlisi i crítica de l'estètica del segle anterior al nostre. En ell Perniola detecta cinc tendències principals: vida, forma, coneixement, acció i sentir.
En "Del sentire cattolico. La forma culturale di una religione universal" ("Del sentir catòlic. La forma cultural d'una religió universal"), Perniola farà major recalcament en la identitat cultural de l'Església catòlica que en els seus aspectes morals i dogmàtics. Ens proposa així un "catolicisme sense ortodòxia" i una "fe sense dogma", que permet percebre el catolicisme com a sentit universal de sentiment cultural. El volum "Strattegie del belo. Quarant’anni di estetica italiana (1968-2008)" ("Estratègies del bell. Quaranta anys d'estètica italiana (1968-2008)", 2009) analitza les principals transformacions estètiques ocorregudes a Itàlia a partir dels anys 60. El treball de Perniola mostra les relacions entre els aspectes històrics, polítics i antropològics sorgits en la societat italiana, així com el discurs sorgit com a resposta als mateixos. Defensa també que el coneixement i la cultura haurien de tenir garantits un lloc privilegiat en la nostra societat, desafiant l'arrogància del "establishment", la insolència dels editors, la vulgaritat dels mitjans de comunicació de masses i la picardia plutocràtica.

### Mitjans de comunicació
L'ampli camp d'interessos de Mario Perniola inclou la filosofia dels mitjans de comunicació, o "mass media". En "Contro la comunicazione" ("Contra la comunicació" 2004; Buenos Aires - Madrid, Amorrortu, 2006) s'analitzen els orígens, mecanismes i dinàmiques de la comunicació dels mass media i els seus efectes degeneradores. El volum "Miracoli i traumi della communicazione" ("Milagros i traumes de la comunicació", 2009, Buenos Aires - Madrid, Amorrortu, 2010) tracta sobre els efectes sinistres de la comunicació des dels anys 60, enfocant-se sobretot en quatre "esdeveniments degeneratius". Aquests són la revolta estudiantil de 1968, la revolució iraniana de 1979, la caiguda del mur de Berlín el 1989 i l'atac a les torres bessones de Nova York l'11 de setembre de 2001. Cadascun d'aquests successos es medita contra el plànol de fons dels efectes miraculosos i traumàtics dels mass media, que tendeixen a anul·lar la diferència entre el real i l'impossible, alta cultura i cultura de masses, el declivi de les professions, l'èxit del populisme, el paper dels vicis i les dependències, les repercussions d'internet en la societat i en la cultura dels nostres dies i, finalment, el paper de l'avaluació, en el qual els estels del porno semblen aconseguir les millors classificacions en el "qui és qui" de les taules.

## Obres
- Il metaromanzo, Milà, Silva, 1966.
- L'alienazione artistica, Milà, Mursia, 1971.
- Bataille i il negatiu, Milà, Feltrinelli, 1977.
- La società dei simulacri, Bolonya, Cappelli, 1980; Àgalma. Rivista di studi culturali i di estetica, n. 20-21, 2011. ISBN 978-88-5750-496-4
- Dopo Heidegger. Filosofia i organizzazione della cultura, Milà, Feltrinelli, 1982.
- Transiti. Come si va dallo stesso allo stesso, Bolonya, Cappelli, 1985, introducció a la segona edició a càrrec de l'autor, 1989.
- Enigmi. Il moment egizio nella società i nell'art, Gènova, Costa & Nolan, 1990. ISBN 88-7648-109-5.
- Del sentire, Torí, Einaudi, 1991, 2002. ISBN 88-06-16254-3.
- Più che sacre, più che profà, Milà, Mimesis, 1992. ISBN 88-85889-34-4.
- Il sex appeal dell'inorganico, Torí, Einaudi 1994, ISBN 88-06-16996-3
- L'estetica del Novecento, Bolonya, Il Mulino, 1997. ISBN 88-15-06028-6.
- I situazionisti, Roma, Castelvecchi, 1998, 2005. ISBN 88-7615-068-4.
- Disgusti. Nuove tendenze estetiche, Milà, Costa & Nolan, 1999. ISBN 88-7648-321-7.
- L'art i la sua ombra, Torí, Einaudi, 2000, 2004. ISBN 88-06-14737-4.
- "Li ultimi correnti dell'estetica in Itàlia", en Nino Borsellino i Lucio Felici: Storia della letteratura italiana. Il Novecento. Scenari di fini secolo, Milà, Garzanti, 2001. ISBN 978-88-47-90123-0
- Del sentire cattolico. La forma culturale di una religione universale, Bolonya, Il Mulino, 2001. ISBN 88-15-08205-0.
- Contro la comunicazione, Torí, Einaudi, 2004. ISBN 88-06-16820-7.
- Miracoli i traumi della comunicazione, Torí, Einaudi, 2009. ISBN 978-88-06-18826-9
- Strategie del bell. Quarant'anni di estetica italiana (1968-2008). Ágalma. Rivista di studi culturali i di estetica, n. 18, nombre monogràfic d'edició limitada. ISBN 978-88-8483-980-0 ISSN 1723-0284
- Estetica contemporanea: una visioni globale, Bolonya, Il Mulino, 2011. ISBN 978-88-15-14938-1
- Berlusconi o il 68 realizzato, Milà, Mimesis, 2011. ISBN 978-88-5750-748-4
- Presa diretta. Estetica i politica, (nova edició). Milà, Mimesis, 2012. ISBN 978-88-5751-191-7
- Da Berlusconi a Monti. Disaccordi imperfetti, Milà, Mimesis, 2013. ISBN 88-5751-293-2
- L'avventura situazionista. Storia critica dell'ultima avanguardia del XX secolo, Milà, Mimesis, 2013. ISBN 978-88-5751-716-2
- L'art espansa, Torino, Einaudi, 2015. ISBN 9788806226510.
- Del terrorisme come una delle belle arti, Milano, Mimesis, 2016. ISBN 9788857532202.

### Traduccions a l'espanyol
- El Sex- appeal de l'inorgànic, Madrid, Trama, 1998. ISBN 978-84-89239-07-4.
- Del sentir, traducció de C. Palma, València, Editorial Pre-Textos, 2008, ISBN 978-84-8191-861-8.
- L'art i la seva ombra, traducció de M. Poole, Madrid, Catédra, 2002. ISBN 978-84-376-1992-7.
- Enigmes: Egipci, barroc i neobarroco en la societat i l'art, traducció de Javier García Melenchón, Murcia, Cendeac, 2006, ISBN 978-84-609-9288-2.
- Estètica del segle vint, traducció de F. Campillo, Madrid, Visor, 2001. ISBN 978-84-7774-611-9.
- Els situacionistas, traducció d'Álvaro García-Ormaechea, Madrid, Aquarel·la & A. Machado Llibres, 2008. ISBN 978-84-7774-194-7.
- Milagros i traumes de la comunicació, Buenos Aires - Madrid, Amorrortu Editors, 2010, ISBN 978-84-610-9032-7.
- La societat dels simulacres, Buenos Aires - Madrid, Amorrortu Editors, 2012, ISBN 978-84-610-9038-9
- L'art expandit, Madrid, Casimiro, 2016, ISBN 978-84-15715-76-4.
- L'estètica contemporanea, Madrid, Machado, 2016, ISBN 978-84-7774-311-8.
- Tiresias. devenir-mujer, Buenos Aires, La Cuarenta, 2016, ISBN 978-987-1501-78-6.